# Argyrabdera deserti
Argyrabdera deserti is een keversoort uit de familie bloemspartelkevers (Scraptiidae). De wetenschappelijke naam van de soort is voor het eerst geldig gepubliceerd in 1913 door J. Sahlberg.